# 少女グラフィティ
『少女グラフィティ』（しょうじょグラフィティ）は、2018年3月23日にpure moreより発売のアダルトゲーム。

## あらすじ
主人公である北山諒は東北の中心地の祭りでクラスメイトの国見佐彩と出会う。

## 登場人物
北山 諒 （きたやま りょう）
本作の主人公。スポーツ万能で成績も優秀だが、ある事件を境に自堕落な生活を送るようになる。
国見 佐彩 （くにみ さや）
声 - 鈴谷まや
主人公の同級生で学年一の優等生。
東照宮 朱美 （とうしょうぐう あけみ）
声 - ヒマリ
金持ちのお嬢様で、成績も優秀。
愛子 奈々 （あやし なな）
声 - 佐倉もも花
地味な女子のグループに属する。

## スタッフ
- 原画 - 南浜よりこ
- シナリオ - 小西翼
- 音楽 - MME